# 雅達利Jaguar CD
Atari Jaguar CD或称Jag CD是Atari Jaguar游戏机专用的CD-ROM

## 概况
在公司历史的末期，雅达利终于发行他们已经说了很久的CD-ROM单元。这个附件在1995年中搬上货架，零售价格为149.95美元。这个附件需放置在Jaguar上面，并插进游戏卡带插口，形如漏斗。 因此有人形容整部机器看起来像一个马桶。驱动器之上还有卡带插口以便不需要卸下驱动器就可以玩卡带游戏。它还有一个独立的Memory Track附件以保存游戏记录。
Jaguar CD主要特色在于其双倍速(2X)CD-ROM驱动器以及由Jeff Minter编写的内建的VLM（虚拟光线机器）软件。LVM的作用在于当机器本身在放一张音乐CD的时候它可以按照节奏在电视上展示出一系列虚幻的图像，其效果类似于现在个人电脑的音乐播放软件的虚拟视觉效果。这个功能相当受玩家欢迎。随机附带两个游戏(Blue Lightning和Vid Grid)，一张音乐CD（(Tempest 2000原声音乐），以及一个Myst的demo碟。这台机器的开机画面和卡带的Jaguar不同：使用LVM在每次开机时在屏幕上浮现不同图案。但开机时没有音乐或其它声音。
Jaguar CD游戏能支持高达790MB的数据，明显高于一般CD-ROM。设计者不采用当时已有的CD-ROM格式设计自行设计了一个格式，这样就既能存放更多的资料又能保护版权，不过这种格式的CD只能支持有限的容错。
在美国，驱动器由飞利浦生产。最初订单是2万台。在这个设备开售几周后雅达利自称全部库存已经卖完，下一批订单很快就会下订。因为几个月后JT Storage就将雅达利收购了，所以很可能那2万台就是全部Jaguar CD的总数。而游戏则直至2007年仍有发行。
因为CD转卡带再发行的游戏所占比率非常的低，Jaguar CD单元一直受到玩家喜爱。Jaguar CD的价格在往后几年奇迹般上涨，其中很大的一个原因是供货量短缺。另一方面，现在玩家可以用普通CD合法地下载和烧录几个加密的demo。因此，自制游戏项目目前相当活跃(例如Eerievale)。而第三方的可烧录卡带(Protector SE, B&C's cart)仍然只能运行非加密游戏。

## 游戏
- Baldies
- Battlemorph
- Blue Lightning (bundled)
- Braindead 13
- Dragon's Lair
- GORF Classic
- Highlander: The Last of the MacLeods
- Hover Strike: Unconquered Lands
- Iron Soldier 2
- Myst
- Ocean Depths
- Painter
- Primal Rage
- Space Ace
- Vid Grid (bundled)
- World Tour Racing